# Sisena legislatura de les Illes Balears
La Sisena legistatura de les Illes Balears fou la sisena legislatura autonòmica de les Illes Balears i va abastar el període de 4 anys entre 2003 i 2007. La sessió constitutiva se celebrà el 19 de juny de 2003, en què Pere Rotger Llabrés del Partit Popular fou elegit President del Parlament. El dia 26 de juny, Jaume Matas Palou del Partit Popular fou elegit President del Govern amb 33 vots a favor i 25 en contra.

## Eleccions
Set formacions polítiques obtingueren representació al Parlament de les Illes Balears en la Sisena Legislatura. 
| Candidatures | Candidatures                                       | Vots    | % Vot | Escons |
| ------------ | -------------------------------------------------- | ------- | ----- | ------ |
|              | Partit Popular (PP)                                | 190.562 | 44,70 | 29     |
|              | Partit Socialista de les Illes Balears (PSIB-PSOE) | 104.614 | 24,54 | 15     |
|              | Pacte Progressista d'Eivissa (PACTE)               | 15.513  | 3,64  | 5      |
|              | Partit Socialista de Mallorca(PSM-EN)              | 33.920  | 7,96  | 4      |
|              | Unió Mallorquina (UM)                              | 31.781  | 7,45  | 3      |
|              | Esquerra Unida-Els Verds (EU-EV)                   | 20.797  | 4,88  | 2      |
|              | Agrupació Independent de Formentera (AIPF)         | 1.647   | 0,39  | 1      |

## Govern
En aquesta legislatura el Govern de les Illes Balears un govern monocolor del Partit Popular Balear, ja que obtingué la majoria absoluta a les eleccions al Parlament de les Illes Balears de 2003. En aquests 4 anys el govern va estar encapçalat Jaume Matas ocupant el càrrec de President del Govern.